# Nazionale femminile di pallamano della Repubblica Ceca
La nazionale di pallamano femminile della Repubblica Ceca rappresenta la Repubblica Ceca nelle competizioni internazionali e la sua attività è gestita dalla Czech Handball Association.

## Competizioni principali

### Olimpiadi
Nessuna partecipazione

### Mondiali
- 1995: 13º posto
- 1997: 13º posto
- 1999: 19º posto
- 2003: 15º posto
- 2013: 15º posto
- 2017: 8º posto
- 2021: 19º posto

### Europei
- 1994: 8º posto
- 2002: 8º posto
- 2004: 15º posto
- 2012: 12º posto
- 2016: 10º posto
- 2018: 15º posto

In quanto erede della nazionale di pallamano femminile della Cecoslovacchia, la Federazione internazionale le riconosce anche due partecipazioni ai Giochi olimpici, nel 1980 e nel 1988.